# 1431年
| 千纪： | 2千纪 |
| 世纪： | 14世纪 \| 15世纪 \| 16世纪                                                                                 |
| 年代： | 1400年代 \| 1410年代 \| 1420年代 \| 1430年代 \| 1440年代 \| 1450年代 \| 1460年代                           |
| 年份： | 1426年 \| 1427年 \| 1428年 \| 1429年 \| 1430年 \| 1431年 \| 1432年 \| 1433年 \| 1434年 \| 1435年 \| 1436年 |
| 纪年： | 辛亥年（猪年）；明宣德六年；越南順天四年；日本永享三年                                                     |

## 大事记
亚洲：
- 郑和、王景弘第七次下西洋。
- 南京大報恩寺落成。
- 柬埔寨吴哥王朝遭暹罗击破，吴哥被掠，金边成为暂时首都。
- 若開的那臘梅臘驅逐緬人、孟人建立了獨立的若開王國。

欧洲：
- 2月21日——对贞德的审判开始。
- 3月3日——教宗恩仁四世当选为教宗。
- 5月30日——聖女貞德在魯昂被英格蘭人送上火刑柱燒死。

## 出生
- 1月1日——教宗亞歷山大六世（1503年去世）。
- 11月或12月——弗拉德三世，瓦拉几亚大公，后来欧洲吸血鬼的原形（1476年去世）。

## 逝世
- 2月20日——教宗瑪定五世（1368年出生）。
- 5月30日——贞德，法国民族英雄，被处死（1412年出生）。
- 6月11日——沈简王朱模（1380年出生）。